# Economia del Níger

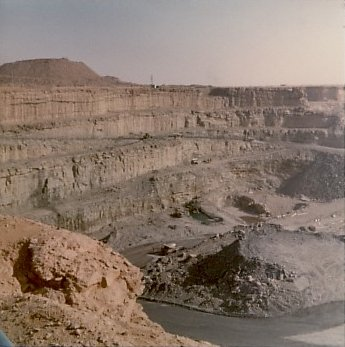
Mina d'urani en Arlit.

El Níger és un estat africà sub-saharià sense sortida al mar. És considerat per diversos estàndards com l'estat més pobre del món i un perfecte exemple de quart món. L'economia del Níger es basa en l'agricultura, el pasturatge, i en exportacions a la baixa d'urani. La devaluació del 50% del franc CFA el gener del 1994 va fer augmentar les exportacions de bestiar, mongetes verdes, cebes i els productes de la petita indústria cotonera del Níger. El govern confia en l'ajuda bilateral i multilateral - que va ser suspesa seguint el cop d'estat de l'abril del 1999 - per a les despeses d'explotació i la inversió pública. Les perspectives a curt termini depenen de les negociacions amb el Banc Mundial i l'FMI.

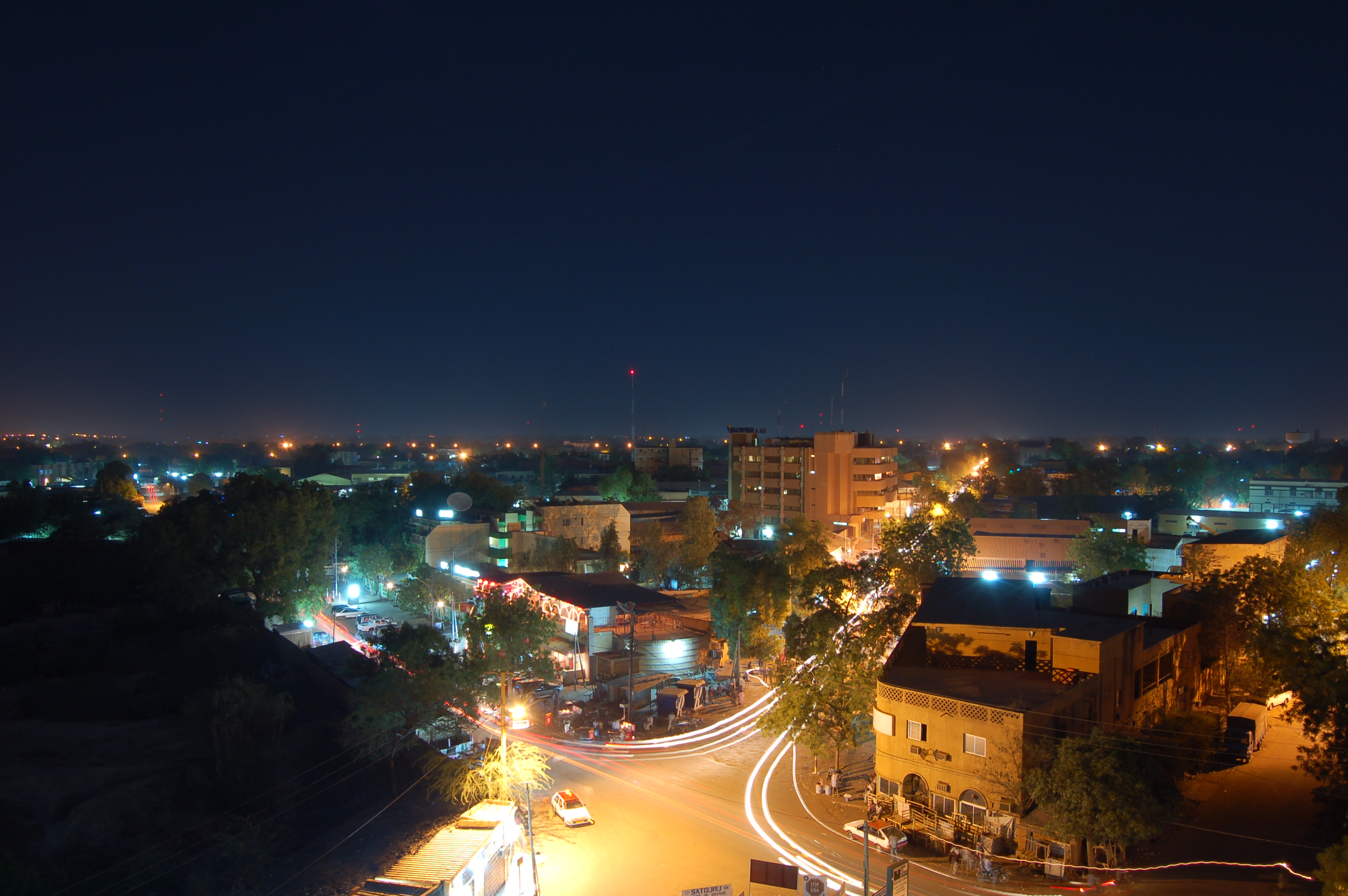
Vista nocturna de Niamey.

L'economia del Níger és una de les menors dels països perifèrics i està basada en el pasturatge i l'agricultura. L'explotació mineral de l'urani el converteix en el quart país més productor després del Kazakhstan, Canadà i Austràlia.
El nord i l'est del Níger, constituït per l'altiplà del Djad i part del desert de Teneré, és aprofitat per comunitats nòmades per al pasturatge de bestiar boví i caprí. El sud i l'oest, amb majors precipitacions, està constituït per població sedentària dedicada a l'agricultura del mill i el sorgo, que constitueixen l'aliment bàsic de la població. El cacauet es dirigeix a l'exportació. Amb prou feines queden restes de boscos que fins a mitjan segle xx ocupaven la part sud del territori i que van ser talats per usar-se com a llenya.
L'escassa activitat agropecuària està limitada pels 660 km² de terres amb regadiu i amb el 3,9% de la superfície nacional que és apta per als cultius. A més dels cultius esmentats, el Níger produeix camote, blat de moro, arròs, plàtans i tomàquets.
El 2000 el Níger va ser reconegut com un país en vies de desenvolupament altament endeutat o HIPC.

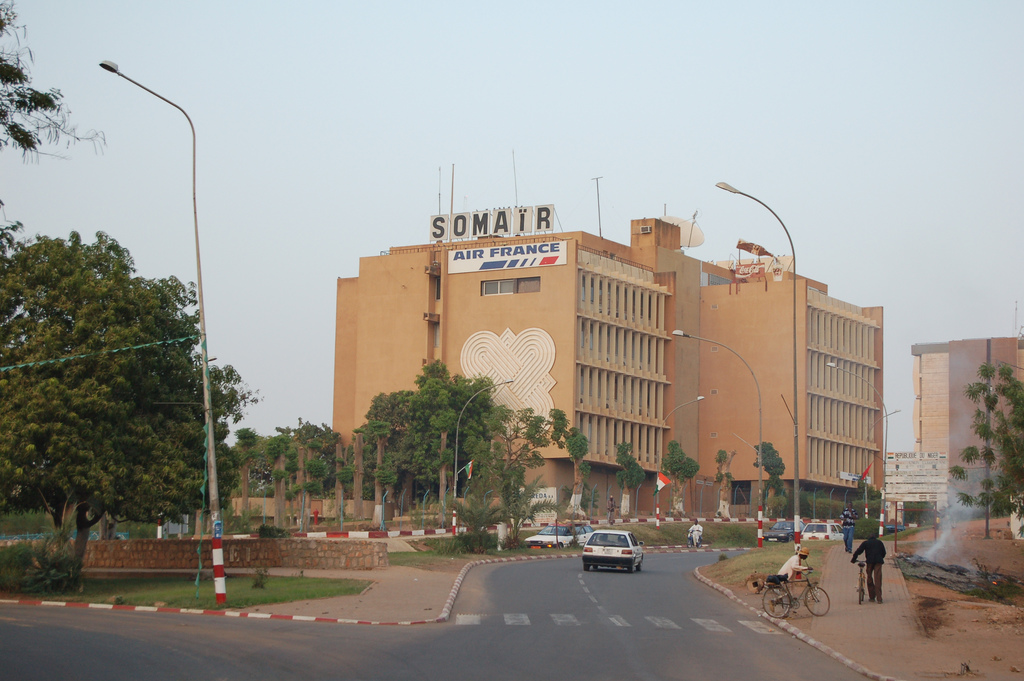
Edifici de Somair.

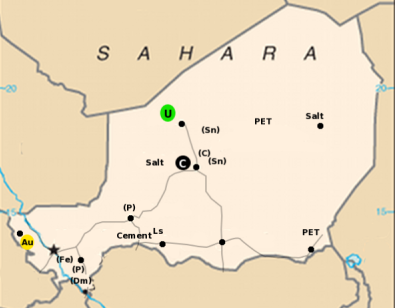
Llocs d'extracció minera del Níger.

## Mineria
El principal producte miner és des de lluny l'urani, una indústria que ha rebut grans inversions estrangeres, en particular de la companyia francesa Areva, que el 2009 va estar al capdavant d'una inversió de més d'1.500 milions de dòlars per a la construcció de la segona mina més gran del món d'aquest mineral.
Altres recursos miners són el carbó, el ferro, el fosfat, l'or i el petroli. La indústria està gairebé exclusivament vinculada a l'agricultura en forma de transformació i envasat de productes agrícoles. El 2002 ocupa el tercer lloc com a exportador mundial de mineral d'urani que constitueix el 80% del valor total de les exportacions del país.
Altres productes minerals són l'estany, el zinc, el molibdè, el ferro i el fosfat de sodi. Les mines de sal de Agadez i Bilma són explotades de forma artesanal per les caravanes que la transporten a les grans ciutats del Níger i Benín.

## Comerç exterior
La moneda del Níger és el franc CFA, que el 2005 tenia una paritat amb el dòlar nord-americà de 525,85. La seva renda, de 900 dòlars per capita (2004), és una de les més baixes del món. La inflació ronda el 3% anual (2002).

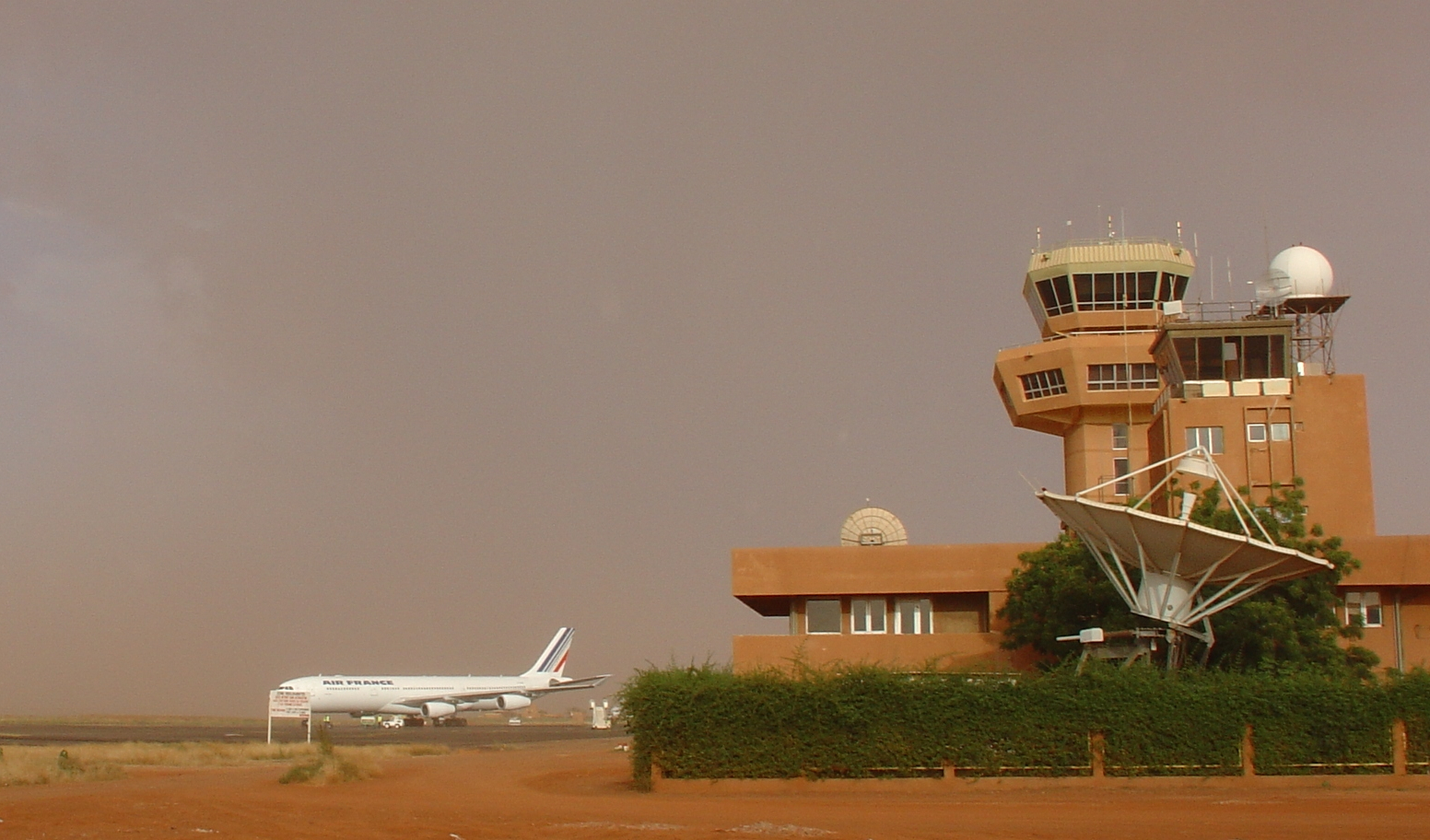
Aeroport de Niamey.

El Níger arrossega un deute públic extern d'1.600 milions de dòlars (2002). Les inversions estrangeres són escasses, excepte les derivades de l'explotació de l'urani. El país està altament endeutat amb el Fons Monetari Internacional i el Banc Mundial.
La balança de pagaments és desfavorable, mantenint-se un comerç actiu amb França que importa bona part de l'urani, i amb els països veïns del sud com Nigèria i Ghana. Exporta urani, bestiar i cigrons a França (43,4% de les exportacions), Nigèria (35%), Espanya (4,5%) i Estats Units (3,9%), i importa principalment maquinàries, cereals i petroli provinents de França (18,6% de les importacions), Costa d'Ivori (13,4%), Estats Units (9,6%) i Nigèria (7,6%). Les importacions se centren en maquinària, petroli i cotó.

## Evolució macroeconòmica
Aquesta taula és de l'evolució del PIB del Níger als preus del mercat estimats pel fons monetari internacional en milions de francs CFA.
| Any  | Producte Interior Brut | Canvi al dòlar dels EUA | Índex d'inflació |
| ---- | ---------------------- | ----------------------- | ---------------- |
| 1980 | 530,000                | 211.23 Francs CFA       | 46               |
| 1985 | 647,100                | 449.37 Francs CFA       | 69               |
| 1990 | 675,223                | 272.26 Francs CFA       | 61               |
| 1995 | 938,800                | 499.09 Francs CFA       | 87               |
| 2000 | 1,280,372              | 710.13 Francs CFA       | 100              |
| 2005 | 1,841,244              | 527.12 Francs CFA       | 113              |

## En detall
El Níger és un dels estats més pobres del món, l'economia del Níger està basada de llarg en els cultius de subsistència, bestiar i alguns dels dipòsits d'urani més grossos del món. Els cicles de sequera, les desertificacions, un 3,4% de creixement de la població i la davallada en la demanda mundial d'urani capen una economia marginal. La ramaderia tradicional de subsistència domina una economia que genera poques feines formals.
La renda per capita del Níger Arxivat 2012-05-04 a Wayback Machine. va créixer un 10% en els anys 60 aconseguint un pic de creixement en els anys 70 del 187%, però es va demostrar que es devia a polítiques no sostenibles es va reduir en un 27% en els any 80 i del 48% en els anys 90.
Els sectors agrícoles i ramaders són la base econòmica de la població excepte per al 18%. El 14% del PIB del Níger està generat per la producció ramadera (camells, cabrum, oví i boví), en el que es basa el 29% de la població. El 15% del territori del Níger que és cultivable es troba al sud tocant la frontera amb Nigèria. La freqüència de pluges varia i quan és insuficient el Níger té dificultats per alimentar la seva població i ha de confiar en les compres de gra i les ajudes per resoldre requisits d'aliments. El mill, sorgo i la mandioca són els principals conreus de subsistència del Níger. L'arròs, irrigat per al consum intern tot i ser car, és des de la devaluació del franc CFA més barat que l'importat, cosa que en motiva la producció. Per a l'exportació es conreen mongetes verdes i cebes així com petites quantitats d'all, pebrot, patata i blat.
Les exportacions de bestiar, tot i ser impossibles de quantificar es calcula que són les segones després de les d'urani. Les exportacions actuals superen de llarg les estadístiques oficials que solen fallar en l'intent de detectar els grans ramats de bestiar que de manera informal creuen Nigèria. Així també s'exporten pells i cuirs i alguns són transformats en artesanies.
La persistent caiguda del preu de l'urani ha dut rèdits més baixos per al sector de l'urani del Níger i tot i així encara proveeix amb el 72% dels ingressos estatals d'importació. Es va fruir de guanys substancials en les exportacions i ràpid creixement econòmic entre els anys 60 i els 70 després d'obrir dues grans mines d'urani a prop de la població d'Arlit, al nord. Quan cap a la fi dels anys 80 va davallar l'auge de l'urani es va estancar l'economia i s'ha limitat la inversió. Les dues mines d'urani, (SOMAIR, de superfície i COMINAK sota terra) estan liderades per dos consistoris francesos.
Se sap que hi ha dipòsits explotables d'or entre el riu Níger i la frontera amb Burkina Faso. També s'han trobat dipòsits substancials de fosfats, carbó, ferro i pedra calcària, i guix. Nombroses companyies estrangeres, incloent-n'hi d'americanes, han aconseguit llicències d'explotació per a l'or a la part oriental, que també conté dipòsits d'altres minerals. Diverses companyies petrolieres han intentat trobar dipòsits de combustibles fòssils fins al 1992 a Djado al nord-est del Níger i a la base d'Agadem al nord del llac Txad però no se'n va trobar. Les reserves de carbó del Níger, de poca energia i contingut elevat de cendres, no poden competir en el mercat internacional. Tanmateix la paraestatal SONICHAR (Société nigérienne de charbon) a Tchirozerine (nord d'Agadez) n'extreu d'un pou obert, per generar electricitat per a les mines d'urani.
Després que la competitivitat econòmica creada per la devaluació del franc CFA contribuís a un creixement anual mitjà del 3,5% en els anys 90 l'economia es va estancar a causa de la reducció aguda d'ajuts econòmics estrangers del 1999, que varen tornar a rebre gradualment el 2000, any de molt males pluges. Reflectint així la importància del sector agrícola el retorn de bones pluges va ser el factor primari de què el creixement del 2001 es projectés en un 4,5%.
En els últims anys el govern del Níger ha promulgat revisions dels codis d'inversió (1997 i 2000), del petroli (1992), i mineria (1993), tots ells em termes atractius per als inversors. El govern actual cerca inversió privada estrangera i ho considera la clau per a instaurar el creixement econòmic i el desenvolupament. Amb l'ajuda del Programa de les Nacions Unides per al Desenvolupament (PNUD), ha emprès un esforç de revitalitzar el sector privat.
El Níger comparteix una moneda (el franc CFA de l'Àfrica Occidental) i un banc central (Banc Central dels Estats de l'Àfrica Occidental (BCEAO), amb sis altres membres de la Unió Monetària de l'Àfrica Occidental. La Tresoreria del Govern de França suplementa les reserves internacionals del BCEAO per tal de mantenir fixes les proporcions del 100 CFA (Comunitat Financera Africana) amb el franc francès (proporció amb l'euro des de l'1 de gener del 2002).

### Reformes econòmiques
El gener del 2000 el govern acabat de ser elegit va heretar seriosos problemes financers i econòmics incloent-hi una tresoreria virtualment buida, els salaris endarrerits (11 mesos d'endarreriment) i pagaments d'escolarització i un deute incrementat.
A més de consolidar les finances públiques i els pressupostos el nou govern ha perseguit una reforma econòmica amb la privatització de la distribució de l'aigua, les telecomunicacions i la implementació d'un càlcul de preu del petroli lligat als mercats mundials. S'està treballant en altres privatitzacions d'empreses públiques. En el seu esforç per consolidar l'estabilitat macroeconòmica sota el PRGF, el govern també està prenent posicions per reduir la corrupció com a resultat d'un procés participatiu en el que s'hi ha d'implicar la societat civil. Ha ideat el Pla per a la Reducció de la Pobresa que se centra en millores de la salut, educació primària, infraestructura rural i reformes judicials.

### Ajuda externa
Els donants més importants del Níger són França, la Unió Europea, el Banc Mundial, el FMI i altres agències de les Nacions Unides (UNDP, UNICEF, FAO, PMA i UNFPA). Entre altres donants importants hi ha els Estats Units, Bèlgica, Alemanya, Suïssa, Canadà i Aràbia Saudita. Encara que l'USAID no hi tingui una oficina els EUA són el principal donant contribuint amb prop de $10 milions de dòlars cada any al seu desenvolupament. Els EUA també són el major contribuent en polítiques de coordinació en àrees com la salut alimentària i el VIH/sida. La importància de l'ajuda externa està demostrada per fet que un el 2002 un 45% del pressupost de l'estat derivava de les ajudes.
El 2005 l'ONU va fer un toc d'atenció davant els problemes derivats per les sequeres i les plagues de llagosta que podien dur a la pobresa i fam de milions de persones.

## Estadístiques
PIB (ppp): - $9.6 mil milions (9.6 G$) (1999 est.)
PIB – creixement real:
- 2000: -1,4
- 2001: 7,1
- 2002: 3.0
- 2003: 5.3
- 2004: 0.9
- 2005: 4.2
- 2006: 4.2

Renda, per capita (ppp): - $1.000 (1999 est.)
PIB – composició per sector:

agricultura:
40%

indústria:
18%

serveis:
42% (1998)
Població per sota de la línia de pobresa:
No disponible%
ingressos de llar:

10% més baix:
3%

10% més alt:
29,3% (1992)
Taxa d'inflació:
4,8% (1999)
Mà d'obra:
70.000 reben sous o salaris regulars
Mà d'obra – per ocupació:
90% agricultura, 6% indústria i comerç, 4% govern
Taxa d'atur:
No disponible%
Pressupost:

rèdits:
$377 milions, incloent-hi $146 milions dels recursos forans

despeses:
$377 milions, incloent-hi despeses de capital de $105 milions (1999 est.)
Indústries:
urani mineria, ciment, totxo, tèxtil, processament de menjar, indústria química, escorxadors
Taxa de creixement de la producció industrial:
5,1% (2003 est.)
Producció d'electricitat:
180 GWh (1998)
Electricitat – producció per font:

combustible fòssil:
100%

hidràulica:
0%

nuclear:
0%

altres:
0% (1998)
Consum d'electricitat:
363 GWh (1998)
Electricitat - exportacions:
0 kWh (1998)
Electricitat - importacions:
196 GWh (1998)
Productes agrícoles i ramaders:
Mongetes verdes, cotó, cacauets, mill, sorgo, tapioca, arròs; boví, oví, cabrum, camells, rucs, cavalls, aviram
Exportacions:
$269 milions (f.o.b., 1997)
Exportacions - productes:
urani més del 65%, productes ramaders, mongetes verdes, cebes (1998 est.)
Exportacions - clients:
EUA, Grècia, el Japó, França, Nigèria, Benín
Importacions:
$295 milions (c.i.f., 1997)
Importacions - productes:
béns de consum, matèries primeres, maquinària, vehicles i parts, petroli, cereals
Importacions - clients:
França, Costa d'Ivori, EUA, Benelux, Nigèria
Deute extern:
$1.3 mil milions (1999 est.)
Ajuda externa:
$222 milions (1995)
Moneda:
1 Franc CFA de l'Àfrica Occidental (XOF) = 100 cèntims
Taxa de canvi:
Des de l'1 de gener del 1999 el CFA està equiparat a l'euro a la taxa de 655.957 francs CFA per euro